# Kepler-35b
Kepler-35b, também conhecido como Kepler-35 (AB) b, é um exoplaneta circumbinário, que orbita ao redor do sistema estelar Kepler-35, localizado a cerca de 5.365 anos-luz de distância a partir da Terra, na constelação de Cygnus.

## Descoberta
O planeta foi descoberto por William Welsh, da Universidade Estadual de San Diego e equipe, graças às observações realizadas pelo telescópio espacial Kepler usando o método de trânsito. A descoberta foi anunciada em 11 de janeiro de 2012. Ao mesmo tempo, também ocorreu a descoberta de um outro planeta em um sistema semelhante, o Kepler-34b.

## Características
O planeta tem dimensões comparáveis às de Saturno e leva 131 dias para completar uma órbita ao redor da menos brilhante das duas estrelas que compõem o sistema, a uma distância de cerca de 0,60 UA, enquanto que as duas estrelas giram em torno de si num período de 21 dias.